# جون سالمون
جون سالمون (1808-26 مارس 1873) سياسي نيوزيلندي وعضو في المجلس التشريعي النيوزيلندي [الإنجليزية] وتاجر.

## حياته
ولد سالمون في أبردين، اسكتلندا عام 1808. كان يعمل مثل شقيقه ديفيد في الشحن التجاري. بدأ جون سالمون الإبحار في سن الرابعة عشرة. امتلك شقيقه جزيرة موتوروا التي تبلغ مساحتها 3000 فدان (1200 هكتار) والواقعة بالقرب من كيريكيري بنيوزيلندا، لكنه غرق عام 1839 في كوروراريكا (تعرف اليوم باسم روسل [الإنجليزية]). وصل جون سالمون إلى نيوزيلندا في أواخر عام 1841 ووصل لأول مرة إلى ويلينغتون بهدف تسوية ميراث أخيه.